# Азербайджанская государственная детская филармония
Азербайджанская государственная детская филармония — учреждение культуры в столице Азербайджана, в городе Баку. Является центром образования и самодеятельности для детей в различных областях искусства. Филармония находится под юрисдикцией Министерства культуры Азербайджанской Республики.

## История и деятельность
Азербайджанская государственная детская филармония была создана решением Кабинета Министров Азербайджанской Республики от 2 сентября 1991 года и официально утверждена приказом Министерства культуры Азербайджанской Республики от 18 октября 1991 года.
В филармонии функционируют два основных оркестра — Детский симфонический оркестр и Детский оркестр народных инструментов, а также ряд других коллективов, включая созданный в 1991 году танцевальный коллектив, театральную студию, детский хор и камерный ансамбль «Шамс», ансамбль духовых инструментов, художественную студию и другие.
Ежегодно в филармонии более 500 детей в возрасте от 4 до 18 лет получают образование и участвуют в различных сферах искусства. Некоторые из них выступают на концертных площадках разных стран мира, становятся лауреатами международных фестивалей и конкурсов. Среди выпускников филармонии Народные артисты Азербайджана Забит Набизаде, Руфат Халилов, Айгюн Бейлер, Заслуженный артист Азербайджана Рамиль Гасымов.
Здание филармонии было капитально отремонтировано в 2018—2019 годах, и его открытие состоялось 21 мая 2019 года.
С 2025 ( апрель) года директором Азербайджанской государственной детской филармонии является  пианистка, лауреат международных конкурсов  Саида Таги-заде.